# Comunità Montana Terminio Cervialto
Die Comunità Montana Terminio Cervialto ist eine Vereinigung aus achtzehn Gemeinden in der italienischen Provinz Avellino in der Region Kampanien.
Die Bergkommune wurde nach den beiden Bergen Monte Terminio und Monte Cervialto benannt. Das Gebiet der Comunità Montana Terminio Cervialto umfasst die Gemeinden rund um die Berggruppe Monti Picentini.
In den achtzehnköpfigen Rat der Comunità entsenden die Gemeinderäte der beteiligten Kommunen je ein Mitglied.

## Mitglieder
Die Comunità umfasst folgende Gemeinden:
| - Bagnoli Irpino - Caposele - Calabritto - Cassano Irpino - Castelvetere sul Calore - Castelfranci - Chiusano di San Domenico - Montella - Montemarano | - Nusco - Salza Irpina - San Mango sul Calore - Senerchia - Sorbo Serpico - Volturara Irpina - Santo Stefano del Sole - Santa Lucia di Serino - Serino |